# Andreï Lougovoï
Andreï Konstantinovitch Lougovoï  (russe : Андрей Константинович Луговой) (né le 16 septembre 1966 à Bakou, en RSS d'Azerbaïdjan ) est un ancien agent opérationnel du KGB et un multimillionnaire[réf. nécessaire] qui a rencontré Alexandre Litvinenko le jour où ce dernier commença à se sentir malade, le 1er novembre 2006.

## Les soupçons dans l'affaire Litvinenko
Litvinenko meurt plus tard en novembre du fait d'un empoisonnement par radiations causé par du polonium-210 et le 22 mai 2007 les autorités britanniques accusent officiellement Lougovoï du meurtre de Litvinenko, annonçant qu'elles demandent son extradition de Russie.[réf. nécessaire] En réponse, la Russie rappelle que la Constitution russe interdit d'extrader un citoyen russe, tandis que Lougovoï accuse les services secrets britanniques d'être impliqués dans le meurtre de Litvinenko. Lougovoï retourne à Moscou après son passage à Londres, où il réside toujours librement.
Le 15 septembre 2007, Vladimir Jirinovski, chef du Parti libéral-démocrate de Russie (PLDR), déclare que Andreï Lougovoï serait deuxième de sa liste aux élections parlementaires de la Douma. Il est élu et entre à la Douma en décembre 2007.